# Lista de prefeitos de Camocim de São Félix
Esta é a lista de prefeitos e vice-prefeitos do município de Camocim de São Félix, no estado brasileiro de Pernambuco desde a sua fundação como município em 29 de dezembro de 1953. A instalação do município ocorreu a partir da lei estadual nº 1818 de 29 de dezembro de 1953 e foi feita oficialmente em 15 de julho de 1954.

## Lista de prefeitos
A lista a seguir compreende todas as pessoas que tomaram posse definitiva da chefia do executivo municipal em Camocim de São Félix e exerceram o cargo como prefeitos titulares.
| Nº | Nome                                    | Imagem                | Partido                           | Vice-prefeito                         | Início do mandato       | Fim do mandato                                        | Observações                                   | Fontes               |
| 1  | José (Zuza) Laurentino                  |                       | PSD                               | Dionel da Franca Matos                | 29 de dezembro de 1953  | 15 de novembro de 1955                                | Prefeito nomeado pelo governador              | [ 3 ]                |
| 2  | José Jordão Cabral                      |                       | UDN                               | Fernando Marques Freire               | 15 de novembro de 1955  | 15 de novembro de 1959                                | Prefeito eleito em sufrágio universal         | [ 3 ] [ 4 ]          |
| 3  | José Laurentino de Melo                 |                       | UDN                               | Manoel Nezinho de Araújo              | 15 de novembro de 1959  | 15 de novembro de 1963                                | Prefeito e vice eleitos em sufrágio universal | [ 3 ] [ 7 ] [ 8 ]    |
| 4  | Pedro Bezerra da Silva, Pedro Bodoque   |                       | PSD (1963-1966) ARENA (1966-1969) | Sizenando Serarim Freire (PSD)        | 15 de novembro de 1963  | 31 de janeiro de 1969                                 | Prefeito e vice eleitos em sufrágio universal | [ 9 ] [ 10 ] [ 11 ]  |
| 5  | Tertuliano Francisco das Neves          |                       | ARENA-1                           | Reginaldo Farias de Castro (ARENA-1)  | 1 de fevereiro de 1969  | 31 de janeiro de 1973                                 | Prefeito e vice eleitos em sufrágio universal | [ 12 ]               |
| 6  | Yolanda Bezerra Pontes                  |                       | ARENA                             | Josefa Maria de Assis Lucena (ARENA)  | 1º de fevereiro de 1973 | 31 de janeiro de 1977                                 | Prefeita e vice eleitas em sufrágio universal | [ 10 ] [ 13 ] [ 14 ] |
| 7  | José Vanderlande Bezerra                |                       | ARENA-1                           | Teobaldo Lino de Castro (ARENA-1)     | 1º de fevereiro de 1977 | 15 de março de 1983                                   | Prefeito e vice eleitos em sufrágio universal | [ 15 ] [ 16 ]        |
| 8  | José Geovane Bezerra, Neno              |                       | PDS-1                             | Antônio Edvaldo Clemente Giló (PDS-1) | 15 de março de 1983     | 1º de janeiro de 1989                                 | Prefeito e vice eleitos em sufrágio universal | [ 17 ] [ 18 ]        |
| 9  | José Vanderlande Bezerra                |                       | PFL                               | Diomedes Alves de Vasconcelos         | 1º de janeiro de 1989   | 31 de dezembro de 1992                                | Prefeito e vice eleitos em sufrágio universal | [ 19 ]               |
| 10 | Severino Gonçalves de Abreu             |                       | PSB                               | Jacó                                  | 1º de janeiro de 1992   | 31 de dezembro de 1996                                | Prefeito e vice eleitos em sufrágio universal | [ 20 ]               |
| 11 | Manoel Alves de Oliveira Filho          |                       | PMDB                              | Noé Lourenço de Araújo Filho (PMDB)   | 1º de janeiro de 1997   | 31 de dezembro de 2000                                | Prefeito e vice eleitos em sufrágio universal | [ 21 ] [ 22 ] [ 23 ] |
| 11 | Manoel Alves de Oliveira Filho          | 1º de janeiro de 2001 | PMDB                              | Noé Lourenço de Araújo Filho (PMDB)   | 31 de dezembro de 2004  | Prefeito e vice reeleitos em sufrágio universal       |                                               | [ 21 ] [ 22 ] [ 23 ] |
| 12 | José Geovane Bezerra, Neno              |                       | PSDB                              | Uilson de Moura França (PL)           | 1º de janeiro de 2005   | 31 de dezembro de 2008                                | Prefeito e vice eleitos em sufrágio universal | [ 24 ] [ 25 ]        |
| 12 | José Geovane Bezerra, Neno              | PR                    | José Almâncio Ferreira Neto (PV)  | 1º de janeiro de 2009                 | 31 de dezembro de 2012  | Prefeito reeleito e vice eleito em sufrágio universal |                                               | [ 24 ] [ 25 ]        |
| 13 | Uilson de Moura França, Uilson de Teté  |                       | PTB                               | Geraldo Fonseca da Silva (PTB)        | 1º de janeiro de 2013   | 31 de dezembro de 2016                                | Prefeito e vice eleitos em sufrágio universal | [ 26 ]               |
| 14 | Giorge do Carmo Bezerra, Giorge de Neno |                       | PSD                               | Sóstenes Rubano Neves Pontes (PSDB)   | 1º de janeiro de 2017   | 31 de dezembro de 2020                                | Prefeito e vice eleitos em sufrágio universal | [ 27 ] [ 28 ]        |
| 14 | Giorge do Carmo Bezerra, Giorge de Neno | 1° de janeiro de 2021 | PSD                               | Sóstenes Rubano Neves Pontes (PSDB)   | 31 de dezembro de 2020  | Prefeito e vice reeleitos em sufrágio universal       |                                               | [ 27 ] [ 28 ]        |
| 15 | Sóstenes Rubano Neves Pontes            |                       | PSD                               | Rivaldo Luiz Pereira do Carmo (PSDB)  | 1º de janeiro de 2025   | Atual                                                 | Prefeito e vice eleitos em sufrágio universal | [ 29 ] [ 30 ]        |

## Ligações Externas
- «Sitio oficial». Tribunal Regional Eleitoral de Pernambuco
- «Sítio oficial». Prefeitura de Camocim de São Félix